# Арсений Еласонски
Свети Арсений Еласонски е един от осмината светители-покровители на Тесалия. По-голяма част от живота си прекарва в Руското царство, където в смутното време е архиепископ Тверски и Кашински (1613-1615), след което и Суздалски и Таруски от 1615 г. – до края на живота си.
Произхожда от стар свещенически род. Родителите му са свещеник Теодор и Хрисафи (по-късно монахиня Христодули, племенница на Свети Висарион Лариски). Получава образование в Каламбака и Трикала. В Трикала приема схима и е ръкоположен за дякон. След това пребивава дълго време в епархията на Стаги. Установява в манастира Дусику, където е ръкоположен за свещеник. Като начетен свещеник приема покана на патриарх Йеремия II Константинополски да се премести в Константинопол, където е назначен за викарий на патриаршеската църква Света Богородица Памакаристос и посещава занятия във Великата школа.
На 21 февруари 1584 г. е ръкоположен от патриарха за архиепископ на Демоника и Еласона, където като интрониран остава точно една година. След което е повторно привикан в Константинопол, за да оглави състава на патриаршеската делегация до Москва, като ръководител на мисията (като патриаршески екзарх). На връщане от Москва Арсений остава две години в град Лвов, където има голяма и процъфтяваща православна общност, след настоятелната молба на местните жители и православните първенци: да им помогне с православното си учение, и да се противопостави на прозелитизма на униатите и протестантите (точно преди Брестката уния). В Лвов в продължение на две години Арсений преподава в училището на православната общност църковнославянски и гръцки език; подготвя училищна програма, пишейки и гръцко-славянска граматика, която е отпечатана под заглавието „Аделфотес“.
През 1588 г. епископ Арсений отново придружава патриарх Йеремия до Москва, където участва в преговорите за издигането на Руската православна църква в патриаршия. След което събитие се установява в Москва с одобрението на цар Фьодор Иванович.
През тези години на пребиваването си в Москва, Арсений е основния застъпник на православните клирици пристигащи от османските владения на Балканите за „просия“ (милостиня) – за православните църкви и манастири под османска власт. Също така от руската столица изпраща много икони, ръкописи и други дарове на патриаршии, манастири и храмове в османските владения.
През 1599 г. е интронизиран за архиепископ Архангелски и викарий на Московската епархия. След упокоението си е погребан в катедралата в Суздал. Автор на бележките „Описание на пътуване до Московия“ (1588-1589), както и на други литературни и служебни произведения, вкл. мемоари.